# Besut
Besut, oficialmente Distrito de Besut, es un distrito de Terengganu, Malasia. Limita con el estado de Kelantan al norte y oeste, el distrito de Hulu Terengganu al sur y el mar de la China Meridional al este. La capital del distrito de Besut es Jerteh mientras que el centro administrativo está en Kampung Raja. El distrito tiene una superficie de 123 367.8 hectáreas (1233.68 km²) y en 2010 contaba con una población de 140 952 habitantes.

## Historia
No existen registros escritos sobre la historia temprana de Besut. El primer registro con respecto al territorio del distrito fue el del libro Tuhfat al-Nafis, escrito por Raja Ali Haji.

## Gobierno
Besut está gobernado por un gobierno local que es el Consejo del Distrito de Besut.

### División administrativa
El distrito de Besut se divide en 15 mukims, los cuales son:
- Bukit Kenak
- Bukit Puteri
- Hulu Besut
- Jabi
- Kampung Raja
- Keluang
- Kerandang
- Kuala Besut
- Kubang Bemban
- Lubuk Kawah
- Pasir Akar
- Pelagat
- Pengkalan Nangka
- Islas Perhentian
- Tembila
- Tenang

## Población
En el año 2010, había aproximadamente 140 952 personas en el distrito de Besut. La etnia predominante son los malayos, abarcando el 95% de la población, le siguen los chinos con 4% y los siamés con un 1%. La mayoría de los malayos en Besut se identifican con la identidad de kelantanés en lugar de étnicos de Terengganu, la mayor parte habla el dialecto malayo kelantanés en vez del terengganu.

## Economía
La principal actividad económica del distrito es la agricultura. El desarrollo económico de Besut se debió principalmente a los cultivos de arroz, seguida de las industria del caucho y palma.